# チャイナマンズ・ハット
座標: 北緯21度30分33.50秒 西経157度49分46.28秒 / 北緯21.5093056度 西経157.8295222度
チャイナマンズ・ハット（Chinaman's Hat）はアメリカ合衆国・ハワイ州のオアフ島沖・カハナ（w:Kahana）にある無人島。ハワイ語ではモコリイ（Mokoli‘i）と呼ばれる。

## 概要
中国人がかぶっている帽子に似ていることから「チャイナマンズ・ハット」と呼ばれるようになったと言われている。また、ハワイの神話では神が巨大なトカゲを退治して沖合に捨てたものが長い年月を経てモコリイになったと伝えられる。

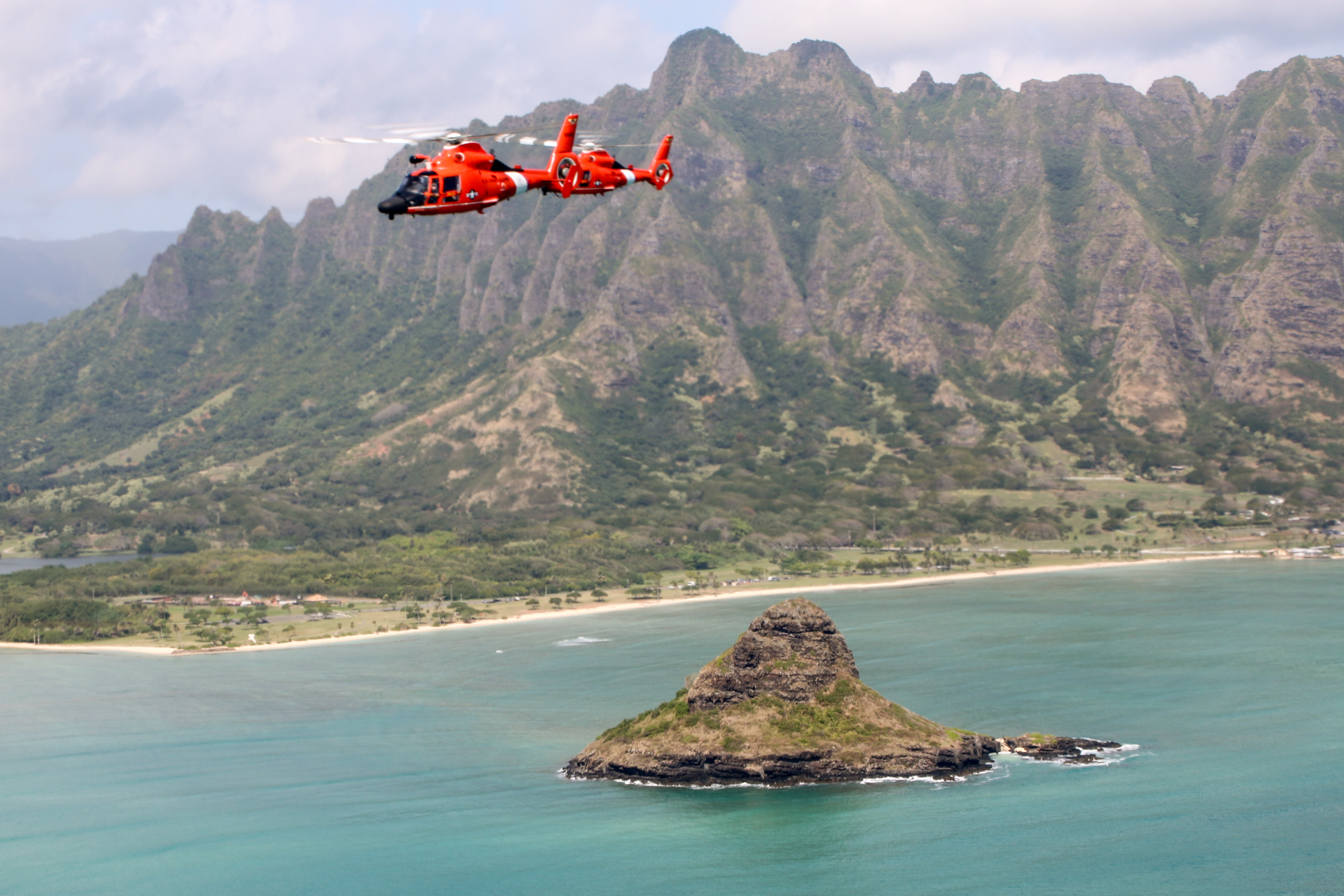
遊覧ヘリコプターからのチャイナマンズ・ハット1
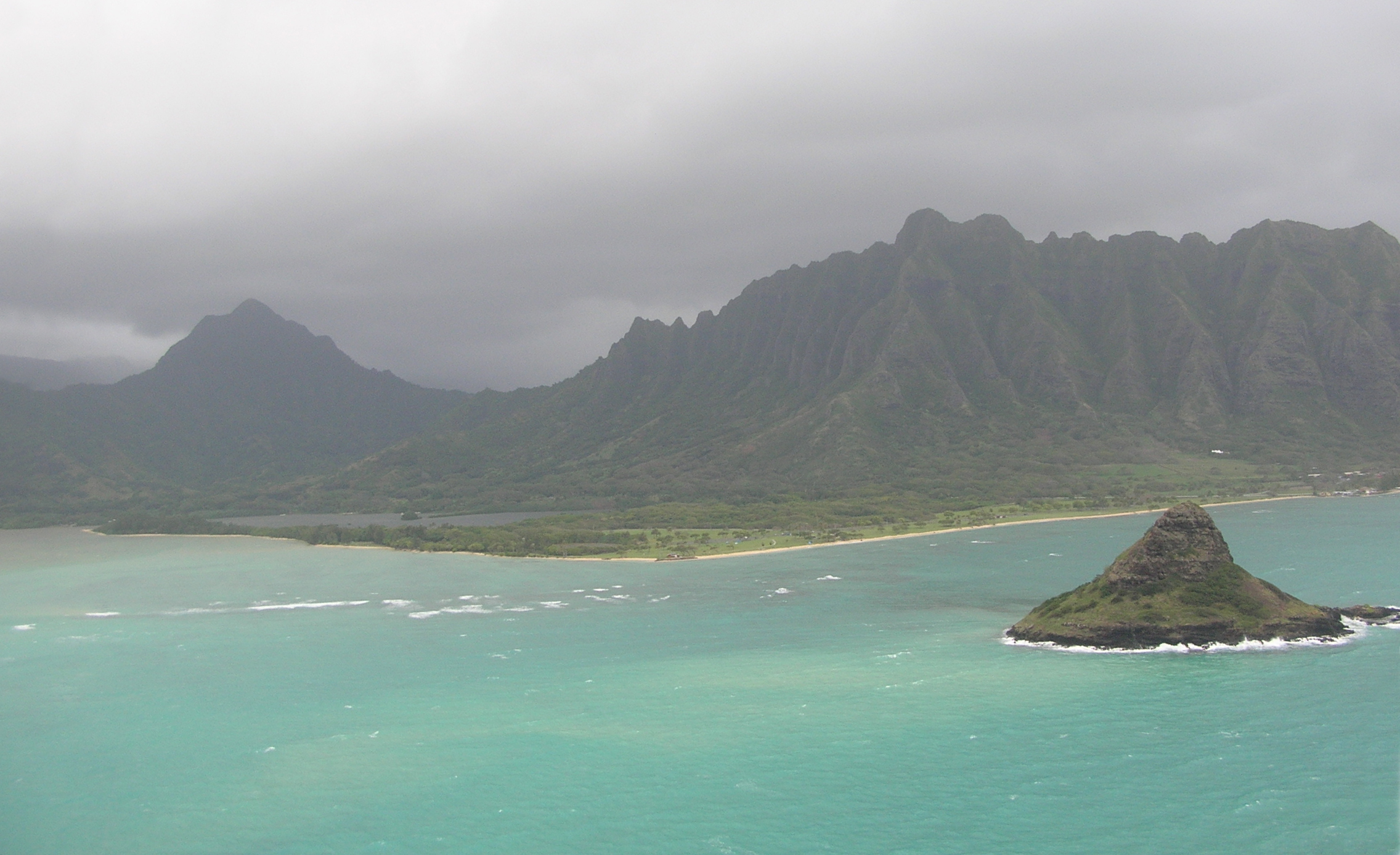
遊覧ヘリコプターからのチャイナマンズ・ハット2
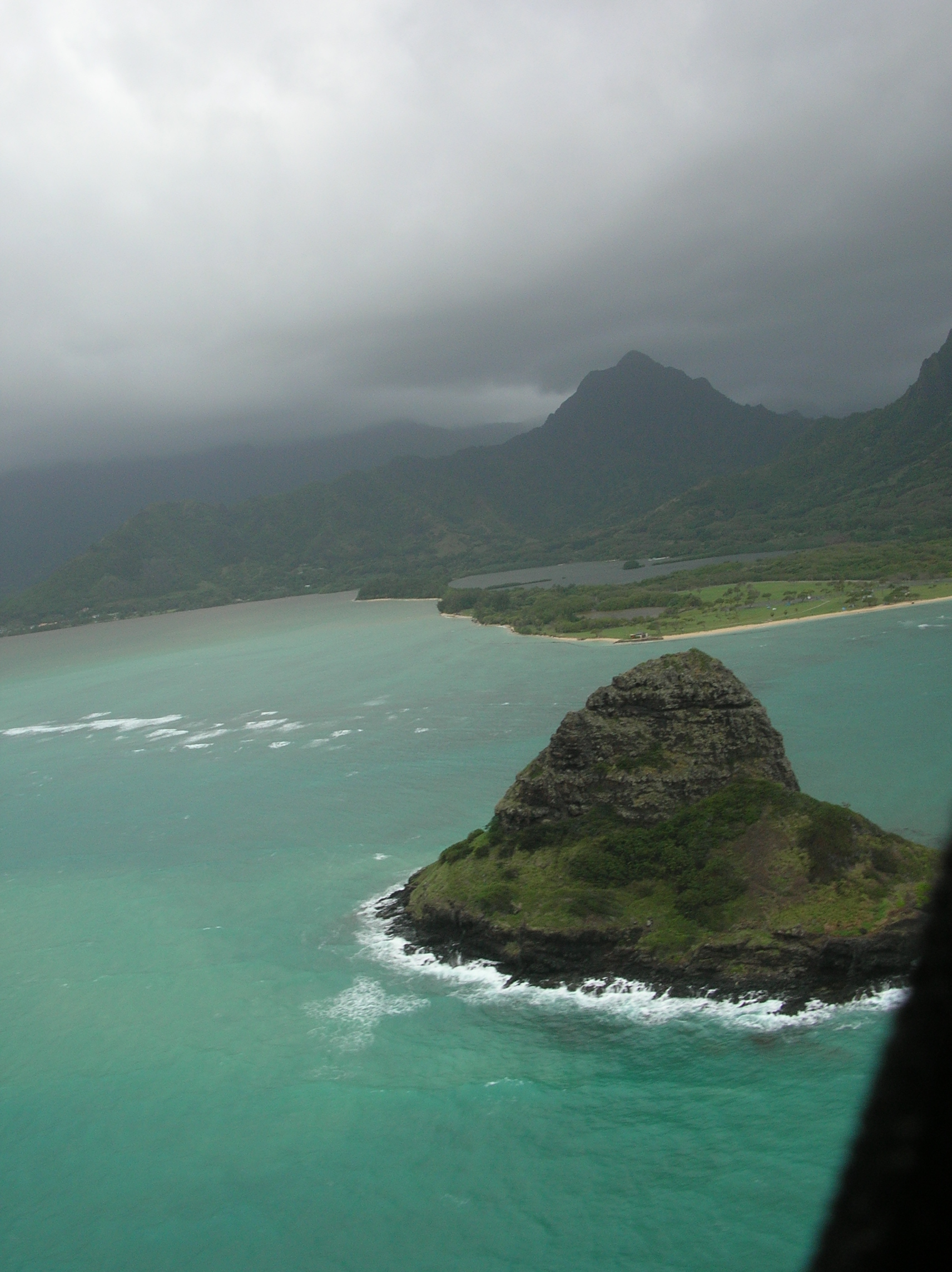
遊覧ヘリコプターからのチャイナマンズ・ハット3

## 絵本「チャイナマンズ・ハットの物語」
1997年にディーン・ハウエルが本島を題材とする絵本「チャイナマンズ・ハットの物語」（The story of Chinaman's Hat）を刊行している。